# Девојка са кофером
Девојка са кофером (итал. La ragazza con la valigia) јесте италијански романтични драмски филм из 1961. године режисера Валерија Цурлинија. У главној улози је Клаудија Кардинале, која тумачи наивну певачицу у ноћном клубу која живи од туђе великодушности. Кардинале је освојила специјалну награду за најбољу главну глумицу на додели награда Давид ди Донатело. Филм је приказан на Канском филмском фестивалу 1961. , а касније је уврштен на листу 100 италијанских филмова које треба сачувати.

## Радња филма
Када Аиду (Клаудија Кардинале) напусти човек по имену Марчело (Корадо Пани), који јој је обећао каријеру у шоу-бизнису и убедио је да напусти посао певачице у ноћном клубу, она сама одлази у велики град како би га пронашла.
Марчело, који јој је рекао лажно презиме, покушава да је се отараси када је угледа испред куће тако што шаље свог шеснаестогодишњег брата Лоренца (Жак Перин) да разговара с њом. Младић, иако не открива истину, осећа сажаљење према Аиди, а затим се и заљубљује у њу. Како би је задржао у граду и могао да се виђа с њом, Лоренцо говори гомилу лажи својима код куће, али тетка (Лучана Анђолило) примећује његову промену: често је одсутан, тражи новац, не учи.
Једне вечери Лоренцо одлази у хотел где Аида одседа и остаје дуго иза поноћи са њом и групом људи које је управо упознао. По повратку кући, дочекује га непријатно изненађење: тетка је остала будна и чекала га. Она га удара, шаље у кревет и забрањује му да више излази ноћу. Али Лоренцо не може да избаци Аиду из главе.
Следећег дана Аида се осећа слободно да каже Лоренцу нешто о себи што му никада није рекла: она има сина који је на одмору у летњем кампу у Ричионеу. Међутим ни Аида не зна целу истину о Лоренцу. Свештеник дон Пјетро (Ромоло Вали), пријатељ породице, преузима на себе одговорност да јој каже да је Лоренцо Марчелов млађи брат. Након тога он тражи од Аиде да напусти Парму.
Вративши се на Ривијеру, Аида одлази код Пјера, свог бившег дечка и тражи му посао. Али Пјеро се и даље осећа увређеним што је остављен и одбија је. Ромоло (Рикардо Гароне) , један његов пријатељ, привучен Аидином лепотом, зауставља је и нуди јој пиће и затим проводи остатак поподнева са њом. Ромоло такође обећава да ће јој наћи аудицију те исте вечери, али Аида му не верује. Он јој тада нуди 20.000 лира, што Аида, после извесног оклевања, прихвата.
Лоренцо долази возом из Парме у потрази за њом и проналази је управо у тренутку кад је са Ромолом и између њих избија туча.Те вечери, у сумрак, Аида и Лоренцо, сами на плажи, се први пут пољубе.
Те ноћи Аида прати Лоренца на станицу. Поздрављају се и он јој оставља један коверат. Објашњава јој да је желео да напише ствари које никада није успео да јој каже. Када Лоренцо оде, Аида отвара коверту, али у њој налази новац. И Лоренцо је одлучио да се више не виђају. Аида остаје уроњена у своје мисли док Лоренцов воз полази. Затим напушта станицу и креће бесциљно да лута.

## Улоге
- Клаудија Кардинале - Аида
- Жак Перин - Лоренцо Фаинарди
- Лучaна Анђолило - тетка
- Ренато Балдини - Франча
- Рикардо Гароне - Ромоло
- Елса Албани - Лучија
- Корадо Пани - Марчело Фаинарди
- Ђан Марија Волонте - Пјеро
- Ромоло Вали - свештеник
- Чичо Барби- Кросија
- Надиа Бјанки - Нуча